# Агентство регионального управления Финляндии
Агентство регионального управления (фин. aluehallintovirasto, сокр. avi; швед. regionförvaltningsverk, сокр rfv) обеспечивает правоприменение, управление и осуществляет контрольные функции в области законодательства Финляндии. Агентство начало свою деятельность с 1 января 2010 года.
За каждым агентством регионального управления закреплена конкретная область, которая включает одну или более провинций. В сферу их ответственности входят основные социальные услуги, правовая защита и разрешения, защита труда, природоохранные разрешения, аварийно-спасательная служба и обеспечение готовности к ЧС, а также полиция. Агентств всего семь, к одному из которых приравнивается и Государственное агентство Аландских островов.
Одновременно с агентствами регионального управления 1.1.2010 были образованы вместе с Центрами экономического развития, транспорта и окружающей среды (фин. Elinkeino-, liikenne- ja ympäristökeskukset). Они заменили предыдущие правления губерний.
В соответствии с реформой с 2010 года губернии (ляани) в Финляндии были упразднены, а губернские правления прекратили свою деятельность. Полномочия губернских правлений были переданы агентству регионального управления.
| Агентство регионального управления toimialueen muodostavat maakunnat                                                                    | Основное место расположения | Другие места                                                                 | Население региона (1.1.2010) |  |
| --- | --------------------------- | ---------------------------------------------------------------------------- | ---------------------------- |  |
| Южнофинляндское агентство регионального управления Южная Карелия, Восточная Уусимаа, Канта-Хяме, Кюменлааксо, Пяйят-Хяме, Уусимаа       | Хямеэнлинна                 | Хельсинки, Коувола                                                           | 2 209 677                    |  |
| Восточнофинляндское агентство регионального управления Южное Саво, Северная Карелия, Северное Саво                                      | Миккели                     | Куопио, Йоэнсуу                                                              | 569 840                      |  |
| Лаппландское агентство регионального управления Лапландия                                                                               | Рованиеми                   | 183 775                                                                      |                              |  |
| Агентство регионального управления Юго-западной Финляндии Сатакунта, Варсинайс-Суоми                                                    | Турку                       | (до конца 2010 года) Пори, Сало, Раума, Кемиёнсаари Мариехамн (охрана труда) | 690 400                      |  |
| Западно- и Центральнофинляндское агентство регионального управления Южная Похьянмаа, Кески-Похьянмаа, Кески-Суоми, Пирканмаа, Похьянмаа | Вааса                       | Тампере, Ювяскюля                                                            | 1 199 142                    |  |
| Северофинляндское агентство регионального управления Кайнуу, Северная Похьянмаа                                                         | Оулу                        | 471 774                                                                      |                              |  |
| Государственное агентство Аландских островов Аландские острова                                                                          | Мариехамн                   | 27 732                                                                       |                              |  |